# Anwaruddin Khan

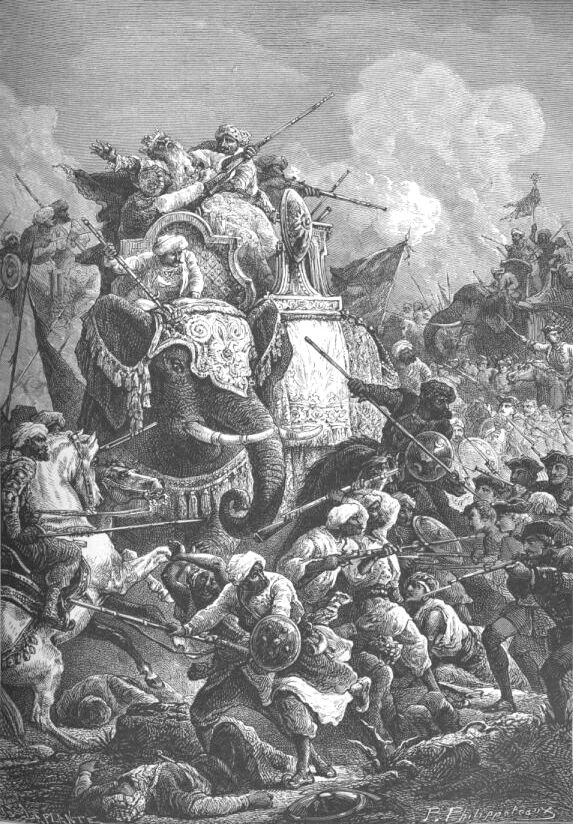
Mort du nanab carnatique lors d'une bataille contre les Français en 1749, par Paul Philipoteaux.

Anwaruddin Khan (1672 – 3 août 1749), également connu sous le nom de Muhammad Anwaruddin, est le premier nawab d'Arcot. Il appartient à une famille de cheikhs Qannauji (en). Il est une figure majeure des deux premières guerres carnatiques. Il est également Subedar de Thatta de 1721 à 1733.

## Biographie
Nawab Anwaruddin Khan est né à Gopamau (en) dans le district d'Hardoi, en Awadh, en 1672. Il est le fils de Haji Muhammad Anwar ud-din Khan.
Au sommet de son pouvoir, son nom officiel était Amin us-Sultanat, Siraj ud-Daula, Nawab Haji Muhammad Jan-i-Jahan Anwar ud-din Khan Bahadur, Shahamat Jang, Subadar de Carnatique.
Il se rend à Delhi et s'enrôle dans l'armée impériale, où il accède rapidement à une position élevée. Il est le Yameen-us-Sultanat (bras droit) d'Asaf Jah Ier (alias Nizam-ul-Mulk, Mir Qmar-ud-din Khan Siddiqi), le premier nizam d'Hyderabad (en).
Il est également gouverneur d'Eloore et de Rajahmundry après 1725, ministre d'Hyderabad, faujdar (en) de Korah et de Jehanabad. L'empereur Aurangzeb 'Alamgir lui accorde les titres d'Anwar ud-din Khan Bahadur, l'empereur Bahâdur Shâh celui de Shahamat Jang et l'empereur Muhammad Shâh celui de Siraj ud-Daula. Il est Naib-wazir de l'Empire, faujdar de Srikakulam, Rajahmundry et Machilipatnam en 1724 et nazim d'Hyderabad de 1725 à 1743.
Muhammad Anwaruddin est nommé Faujdar de Chicacole, Naib Subadar et régent de Carnatique pendant la minorité de Saadatullah Khan II (en) le 28 mars 1744. Après la mort de Saadatullah Khan II, Anwaruddin est nommé par le nizam comme son représentant et Nawab de Carnatique en juillet 1744. Il devient ainsi le fondateur de la deuxième dynastie des Nawab de Carnatique. Anwaruddin, qui entretient des relations cordiales avec la Compagnie britannique des Indes orientales, entre en conflit avec les Français après la mort de Nizam-ul-Mulk en 1748.
En 1746, les Français et les Anglais s'affrontent pour obtenir la suprématie sur l'Inde lors de la première guerre carnatique. La région carnatique devient le théâtre de leurs actions.
En 1746, les Français s'emparent du poste britannique de Madras et menacent de s'emparer de celui de Cuddalore, sans pouvoir le faire. Muhammad Anwaruddin met en garde les deux parties contre toute attaque, mais les Français n'en tiennent pas compte et Joseph François Dupleix, le gouverneur général français, propose de lui céder Madras.
Cependant, après sa capture, Dupleix retire son offre et Muhammad Anwarudding cherche à s'en emparer. Il envoie une armée de 10 000 hommes sous les ordres de son fils Mahfuz Khan. Ils s'inclinent face à la force française de 300 hommes lors de la bataille d'Adyar. La victoire décisive des Français démontre l'efficacité des forces européennes et leur entraînement supérieur à celui des forces indiennes.
Muhammad Anwaruddin reçoit des offres de soutien de la part des Anglais et des Français, et choisit de se rapprocher des Anglais. Les Français voulant réduire l'influence croissante des Anglais dans la région carnatique choisissent de soutenir Husayn Dost Khan (hi) en tant que Nawab légitime de la région contre Muhammad Anwaruddin.
Si les Britanniques et les Français soutiennent leurs candidats respectifs au titre de Nawab, ils prennent également parti dans le conflit de succession du Nizam d'Hyderabad (en). Après la mort de Nizam-ul-Mulk en 1748, une rivalité s'installe entre Nasir Jang, son second fils, et Muzaffar Jang, son petit-fils. Muzaffar Jang arrive dans le sud avec une force importante et s'allie à Chanda Sahib et aux Français.
Muhammad Anwaruddin, soutenu par les Anglais, rencontre l'armée française à Ambour (en) le 3 août 1749 et est tué dans la bataille à l'âge de 77 ans. Il est mentionné comme le soldat le plus âgé à mourir sur un champ de bataille dans Ripley's Believe It or Not, bien qu'il ait été décrit par erreur comme étant âgé de 107 ans à l'époque. Ripley déclare que le Nawab est mort des suites de blessures par balle, mais cela n'a pas été confirmé par d'autres études.